# Электрическая схема
Электри́ческая схе́ма — это документ, составленный в виде условных изображений или обозначений составных частей изделия, действующих при помощи электрической энергии, и их взаимосвязей. Электрические схемы являются разновидностью схем изделия и обозначаются в шифре основной надписи буквой Э.
Правила выполнения всех типов электрических схем установлены ГОСТ 2.702-75 (не действителен, заменён на 2.702-2011), при выполнении схем цифровой вычислительной техники руководствуются ГОСТ 2.708-81.

## Структурные электрические схемы
Разрабатываются на первом этапе проектирования. На структурных схемах отображаются основные элементы (трансформаторы, линии электропередачи, распределительные устройства — в виде прямоугольников). Этот вид схем дает общее представление о работе электроустановки.

## Функциональные электрические схемы
Функциональные электрические схемы — это наиболее общие схемы в отношении уровня абстракции и обычно показывают лишь функциональные связи между составляющими данного объекта и раскрывающими его сущность и дающие представление о функциях объекта, изображённого на данном чертеже. Каких-либо стандартов в изображении условных графических обозначениях этих схем нет. Действуют лишь общие требования к оформлению конструкторской документации или технологической.

## Принципиальные электрические схемы
Принципиальные электрические схемы — чертежи, показывающие полные электрические и магнитные, и электромагнитные связи элементов объекта, а также параметры компонентов, составляющих объект, изображённый на чертеже. Здесь существуют много стандартов как на оформление чертежей, так и на условные графические изображения компонентов. На территории бывшего СССР действует государственный стандарт, однако с появлением принципиально новых компонентов пришлось отступать от стандартов, так как условных изображений просто не существует, поэтому реально наиболее общего стандарта на УГО фактически нет. В зарубежных странах приняты стандарты IEC, DIN и ANSI и другие национальные стандарты, но на практике у производителей очень часто используется корпоративные стандарты, однако этот чертёж не учитывает габаритных размеров и расположения деталей объекта. В энергетике используются как однолинейные, так и полные схемы.
Эта разновидность схем предназначена в основном для наиболее полного понимания всех процессов, происходящих в цепи или на участке цепи, а также для расчёта параметров компонентов.
По уровню абстракции занимают среднее положение между функциональными и монтажными.

## Монтажные схемы
Монтажные схемы — это чертежи, показывающие реальное расположение компонентов как внутри, так и снаружи объекта, изображённого на схеме. Предназначены, в основном, для того, чтобы можно было изготовить объект. Учитывает расположение компонентов схемы и электрических связей (электрических проводов и кабелей). 
Действуют лишь общие требования к оформлению конструкторской документации.

## Кабельные планы
Кабельные планы — это чертежи, показывающие расположение и марки электрических проводов и кабелей. 
Действуют лишь общие требования к оформлению конструкторской документации.

## Топологические электрические схемы
Топологические электрические схемы — это чертежи, показывающие расположение компонентов изображённого объекта. В микроэлектронике это обычно изображение чертежа микрокристалла интегральных микросхем.

## Мнемонические схемы
Мнемонические схемы — это обычно плакаты с указанием реального состояния действующего положения коммутационной аппаратуры на объекте, над которым совершается управление его режимами. В основном используются в диспетчерских пунктах на энергетических объектах.
В настоящее время активно вытесняется системами компьютерной и компьютеризированными системами управления контроля и сигнализации (SCADA) с функциями ручного управления и принятия решений оператором.